# 第21SS武装山岳師団
第21SS武装山岳師団『スカンデルベク』（アルバニア第1）（21. Waffen-Gebirgs-Division der SS „Skanderbeg“ (albanische Nr.1)）は非ゲルマン系民族のアルバニア人で構成された武装親衛隊の山岳兵部隊。ドイツ人や占領地のゲルマン系民族から編成された部隊の名称 (xx.SS-xx-Divion) と異なり、師団名は xx.Waffen-xx-Division der SS となっている。また、非ゲルマン系のSS部隊は、襟章にルーン文字の SS のマークの使用が禁止されるなど、同じ武装親衛隊の部隊内でも、ゲルマン民族優先策がとられていたことがうかがえる。
部隊名は、オスマン帝国の侵攻に25年抵抗を続けたアルバニアの国民的英雄ジョルジ・カストリオティ・スカンデルベウに由来する。師団章は黒色の双頭の鷲が赤い背景にかかれている。兵士は全員白いトルコ帽を着用し、のちには髑髏の印が帽子の正面に縫い付けられたものを使用した。

## 師団編制まで
バルカン半島は、世界の火薬庫と呼ばれ、20世紀には第一次世界大戦勃発の原因となり、冷戦終結後もユーゴスラビア紛争が生じたように、民族・宗教間の対立が激しい地域である。
アルバニア人は当時のアルバニア王国だけでなく、ユーゴスラビア王国内のコソヴォ地域にも住んでいた。しかし長年にわたりコソヴォ・アルバニア人は、セルビア人、クロアチア人、スロベニア人等から二級市民として扱われていた。そのため、コソヴォ・アルバニア人はユーゴスラビア王国崩壊により自分たちがユーゴスラビアから分離独立し、アルバニアと合併することを待ち望むようになる。彼らにとって枢軸国のユーゴスラビア侵攻は大きなチャンスに見え、外国軍の侵攻をむしろ歓迎する側に回った。実際にはコソヴォを中心としたアルバニア人地域は、1941年からはイタリアの支配下、1943年のイタリア降伏後はナチス・ドイツによる占領を脱することはなかったが、この師団はアルバニア人地域の独立と統一アルバニア建設の約束と共に1944年3月編制された。
この師団は第二次世界大戦の間、アルバニア人が唯一入隊できた部隊であった。最初の編成時、アルバニアの徴募兵11398人のうち、条件を満たしているのが9275人。そのうち6491人が武装SSに採用され、これらの兵とSS第13山岳師団からの300人のアルバニア人、オーストリア、民族ドイツ人の士官、下士官から成る古参兵が基幹となり師団が形成された。
師団の最終的戦力は8500から9000人で、2個歩兵連隊、砲兵連隊、偵察大隊、山岳工兵大隊、通信大隊、対戦車大隊から構成されていた。

## バルカン半島での対パルチザン戦
師団長にはアウグスト・シュミットフーバーSS大佐 (後に、少将に昇進)が就任し、本格的な活動を開始した。この部隊は東部戦線には投入されることなく、アルバニアとユーゴスラビアにおいて活動を活発にさせていたパルチザンとの戦闘、一般SSの任務に近い民族浄化等を行なった。
ユーゴスラビア王国政府は1918年から1941年の間にコソボで広範囲に及ぶ土地収用を行い、そこに大量のセルビア人とモンテネグロ人を植民していた。師団はこれらのセルビア系住民の民族浄化に従事し、コソボでは約1万人のセルビア人が命を落とし、7万5千人のセルビア人が周辺地域へ逃亡することになった。
さらにコソボにいるユダヤ系住民をゲシュタポへ引渡し、強制収容所へ送り込む任務も行なった。しかし、戦前コソボにいたユダヤ人は520人だが、この師団が引き渡したユダヤ人は210人であり、他の地域と比較するとユダヤ人の生存率が62%とむしろ高い地域になっていた。これは、地元のアルバニア人がユダヤ人を助けようとしていたためであるとも言われている。
しかし、ドイツ軍がパルチザンの活動の活発な地域から撤退を始めると、強制的に徴兵されたアルバニア兵達の脱走が続出し、編制から半年余りたった1944年10月には、はやくも師団は内部から崩壊を始めた。11月の終わりには、師団を構成する人員は3500人しか残らず、部隊の維持が困難となった。そこで残存部隊はスコピエにおいてギリシアから撤退してきた部隊(一部ドイツ海軍の水兵も含む)を元に、ドイツ人を中心とする「第21SS山岳師団 スカンデルベク」に再編成された。師団はギリシアから撤退してきたドイツ軍E軍集団に配備されアレクサンダー・レーア上級大将の指揮下、プリンツ・オイゲン師団とともに、マケドニアのヴァルダル川の守備を行なった。
1945年1月までに、スカンデルベク師団は、コソヴスカ・ミトロヴィツァへ撤退し、その後、ボスニア・ヘルツェゴヴィナのブルチコへ撤退した。

## 壊滅
1945年5月にはオーストリアにまでたどり着き、ドイツ降伏まで戦いを行なった。師団は西側連合軍に降伏し、将兵は各自バラバラに逃走を図った。一部は一般人に溶け込むことができたが、残りのほとんどは、パルチザンに処刑された。
シュミットフーバー師団長は、1945年逮捕され、ユーゴスラビア当局に引き渡された。彼はベオグラードの軍事法廷において、非戦闘員に対する虐殺と残虐行為の罪で裁かれた。判決は絞首刑となり、1947年2月27日処刑が行なわれた。

## 作戦地域
- 1944/03 - 1945/01 ユーゴスラビア
- 1945/01 - 1945/05 オーストリア/ドイツ

## 部隊編成と指揮官
騎士鉄十字章受章者数：0人
構成人種：アルバニア人（途中で独海軍水兵等を追加しドイツ人中心の師団となる）

### 部隊名の変遷
- 1944/04 - 第21SS武装山岳師団スカンデルベク（21. Waffen-Gebirgsdivision der SS, Skanderbeg）

### 指揮官
- 1944/04/?? - 1944/05/01 SS少将 ヨーゼフ・フィッツトゥーム (de:Josef Fitzthum)
- 1944/05/01 - 1945/01/?? SS少将 アウグスト・シュミットフーバー (de:August Schmidhuber)